# France Active
France Active est un mouvement associatif de soutien aux entreprises et associations de l'économie sociale et solidaire, ainsi qu'aux entrepreneurs éloignés des banques, en leur apportant financements, conseils et connexions.
Le réseau France Active est composé d'une entité nationale fédérant trente-cinq associations locales et de deux entreprises : un fonds de garantie et une société d'investissement.
C'est un acteur polyvalent de la finance solidaire pouvant mobiliser des prêts d'honneur, des garanties bancaires, des prêts associatifs et prêts participatifs.

## Historique
L'association France Active est fondée en 1988 à l’initiative de la Caisse des dépôts et consignations (CDC), de la Fondation de France, du Crédit coopératif, de la Macif et de l’Agence nationale pour la création d’entreprises. Son fondateur, Claude Alphandéry, est un ancien résistant et banquier.
En 2004, la société d'investissement de France Active (SIFA) boucle une augmentation de capital, qui passe de 9,7 à 19,2 millions d'euros. Celle-ci est réalisée auprès d'une soixantaine d'investisseurs[Lesquels ?].
Un rapport de l'inspection générale des finances et de l'inspection générale des affaires sociales d'avril 2013 plébiscite le dispositif d’accompagnement mis en place par France active, alors qu'il dresse un tableau plus que mitigé du secteur de l’insertion sociale et professionnelle.
En février 2020, France Active lance un fonds d'amorçage en partenariat avec différentes institutions comme la CDC ou Électricité de France. Lancé avec 10 millions d'euros de capital, il accompagne une centaine d'entreprises dans leur phase de création. C'est également à cette période que France Active intègre le groupe européen d’étude sur l’économie sociale et solidaire, rattaché à la commission européenne.
L'année suivante, France Active contribue à la mise en place et la gestion du fonds d'urgence UrgencESS, doté de 30 millions d'euros et destiné à financer 5 000 associations de moins de 10 salariés. Le fonds est inauguré par Olivia Grégoire, alors secrétaire d'État chargée de l'Économie sociale et solidaire.
L'association est également retenue, par le gouvernement, comme opérateur du plan « 1 jeune 1 solution », afin de trouver solution de formation ou d'embauche à chaque jeune. En 2021, le réseau France Active accompagne environ 8 600 jeunes de moins de 30 ans dans leur projet d’entreprise. Pour répondre à l'augmentation des sollicitations de cette catégorie de la population, l'association développe un programme spécifique d'accompagnement des jeunes en difficulté, d'aide à la concrétisation de projets entrepreneuriaux et de soutien au développement d'Entreprise d'insertion.
Il emploie environ 800 salariés et compte 3 000 bénévoles[Quand ?][réf. nécessaire].

## Organisation
L'association est composée de trente-cinq associations locales fédérées par une entité nationale. Elle comprend également deux entreprises : un fonds de garantie nommé France Active Garantie et une société d'investissement : France Active Investissement.
France Active garantit les prêts bancaires des demandeurs d'emploi et investit dans les organisations de l'économie sociale et solidaire.
En 2018, l'association renforce son projet associatif et soutient plus particulièrement l'entrepreneuriat au sein des populations marginalement représentées parmi les dirigeants d'entreprise, comme cela peut être le cas pour les femmes, les personnes issues des zones rurales ou des quartiers en difficulté. Ainsi, en 2018, 52 % des entreprises soutenues en phase de création par France Active sont dirigées par des femmes.
Le réseau concentre également son action sur les demandeurs d’emploi aux situations les plus précaires, comme les chômeurs de longue durée, les bénéficiaires du revenu de solidarité active ou les personnes sans formation. La proportion des créateurs en grande précarité représente ainsi 40 % des entrepreneurs soutenus par France Active en 2019.

### Garantie de prêts
90 % des entrepreneurs en phase de création soutenus par France Active sont demandeurs d'emploi, dont un tiers est bénéficiaire des minima sociaux. France Active propose de porter une partie du risque des prêts qui leur sont accordés, facilitant ainsi la validation des dossiers par les banques créancières. En contrepartie, l'association prélève une commission de 2,5 % à l'emprunteur.  

### Investissement dans l'ESS
France Active finance et conseille plusieurs milliers d'entreprises par an via sa société d'investissement. En 2018, elle avait ainsi 1 900 entreprises en portefeuille, après avoir accompagné près de 7 500 entreprises au total, en mobilisant 300 millions d'euros. Elle est par exemple actionnaire de Simplon.co, une start-up délivrant des formations aux métiers du numérique aux populations les plus précaires. France Active investit également dans Ethiquable, une Société coopérative et participative proposant des produits biologiques et équitables. Elle estime avoir ainsi contribué à la création ou au maintien d'environ 40 000 emplois. En 2020, France Active dépasse le seuil des 400 millions d'euros mobilisés au bénéfice de 30 000 entrepreneurs.

## Financements
France Active s'appuie sur des ressources publiques, fournies par des organisations telles que la Caisse des dépôts et consignations, Bpifrance, les collectivités territoriales ou les institutions de l'Union européenne, qui pour certaines contribuent à sa création et finance sa levée de fonds en 2004. Elle est aussi financée par des entreprises comme le groupe BPCE, Humanis, Amundi, MAIF ou le Fonds agir pour l'emploi d'EDF.
L'association prélève également une commission de 2,5 % sur le montant total des prêts bancaires accordés aux entrepreneurs qu'elle soutient.
Au début des années 2020, France Active perçoit de 30 à 40 millions d'euros par an issus de l'épargne solidaire, à travers des gestionnaires de plan épargne retraite, qui doivent proposer des placements orientés vers l'économie verte ou solidaire. Elle perçoit également des fonds en provenance de l'épargne salariale et de l'assurance-vie.